# ژول سوپرویل
ژول سوپرویل (به فرانسوی: Jules Supervielle) شاعر و داستان‌نویس قرن نوزدهم میلادی اهل فرانسه است.
- آب از سرچشمه خوردن
- کشتی‌های بادی
- دور نماها